# Кумджунґ
```

```

Кумджунг (або Кхумджунг) (неп. खुम्जुंग) — одне з основних селищ в районі Кхумбу адміністративної зони Саґарматга, в східньому Непалі.
Основне населення Кумджунга — шерпи.

## Географія
Розміщене на висоті 3780 м біля підніжжя священної гори Кхумбу (5761 м) на території Національного парку Сагарматха, приблизно за годину ходьби від Намче-Базару.
З Кумджунга відкривається вид на вершину Ама-Даблам.

## Освіта і наука
У 1961 році за допомогою Едмунда Гілларі — першого підкорювача Евересту тут була відкрита середня школа.

## Населення
За станом на 1991 рік, кількість населення 1809 людей, що жили в 433 окремих домогосподарствах. Наразі населення складає 1912 чоловік.

## Інфраструктура
У Кумджунзі працює інтернет, є стаціонарний і мобільний телефонний зв'язок.
Електропостачання забезпечується малою гідроелектростанцією «Thame — Namche Bazar» потужністю 600 кВт, що була відкрита в 1995 році поблизу Thame.

## Цікаві факти
У місцевому буддійському монастирі (гомпи), як стверджують жителі, зберігається «скальп снігової людини».
Український журналіст Дмитро Комаров з командою телепередачі «Світ навиворіт» забрав кілька волосків єті зі скальпа і передав його в 2016 році на експертизу в лабораторію. Аналіз показав, що волосся належить гімалайському козерогу.

## Галерея

Село Кумджунг and Кхумбу Йул Лха
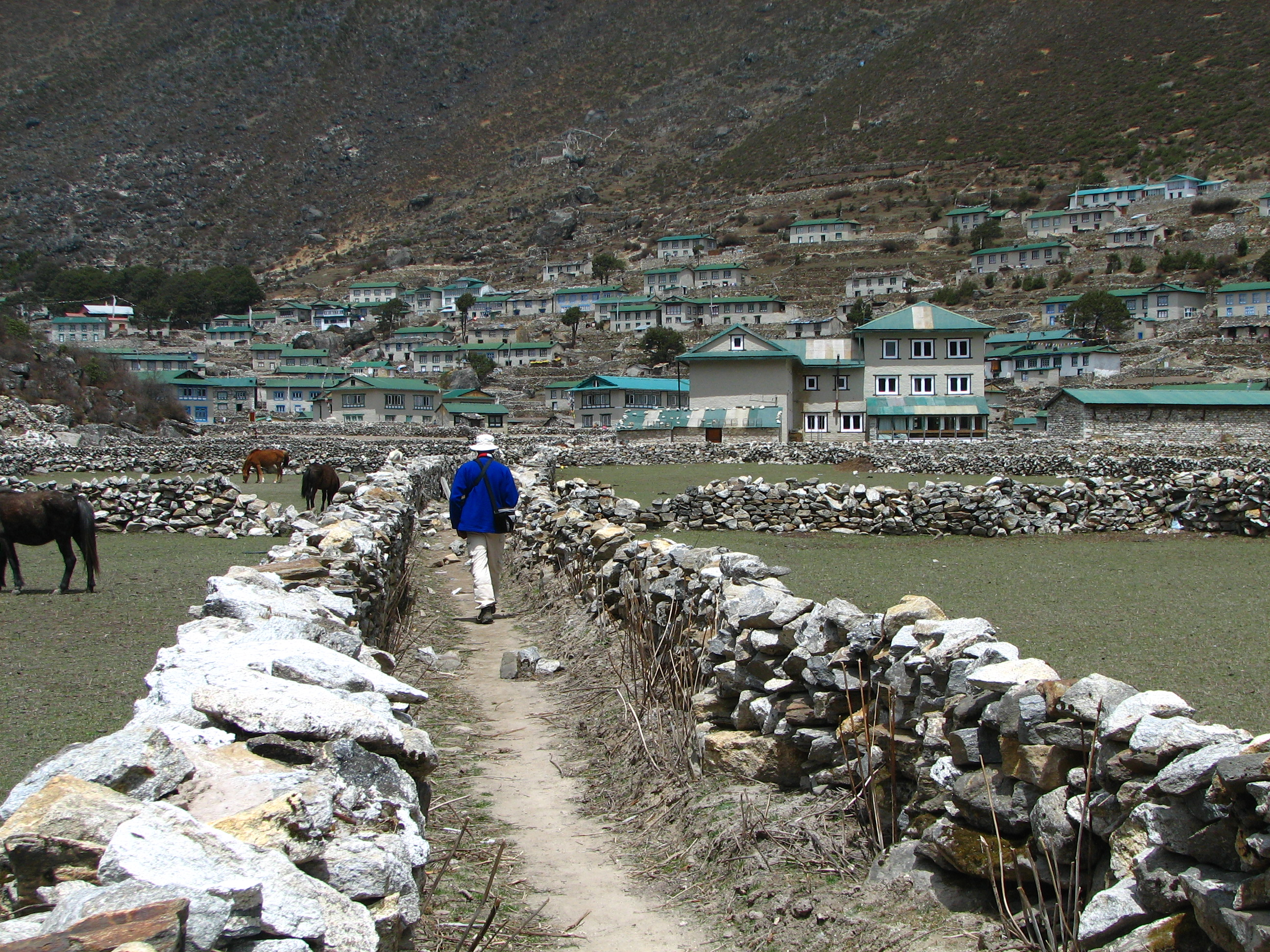
Село Кумджунг
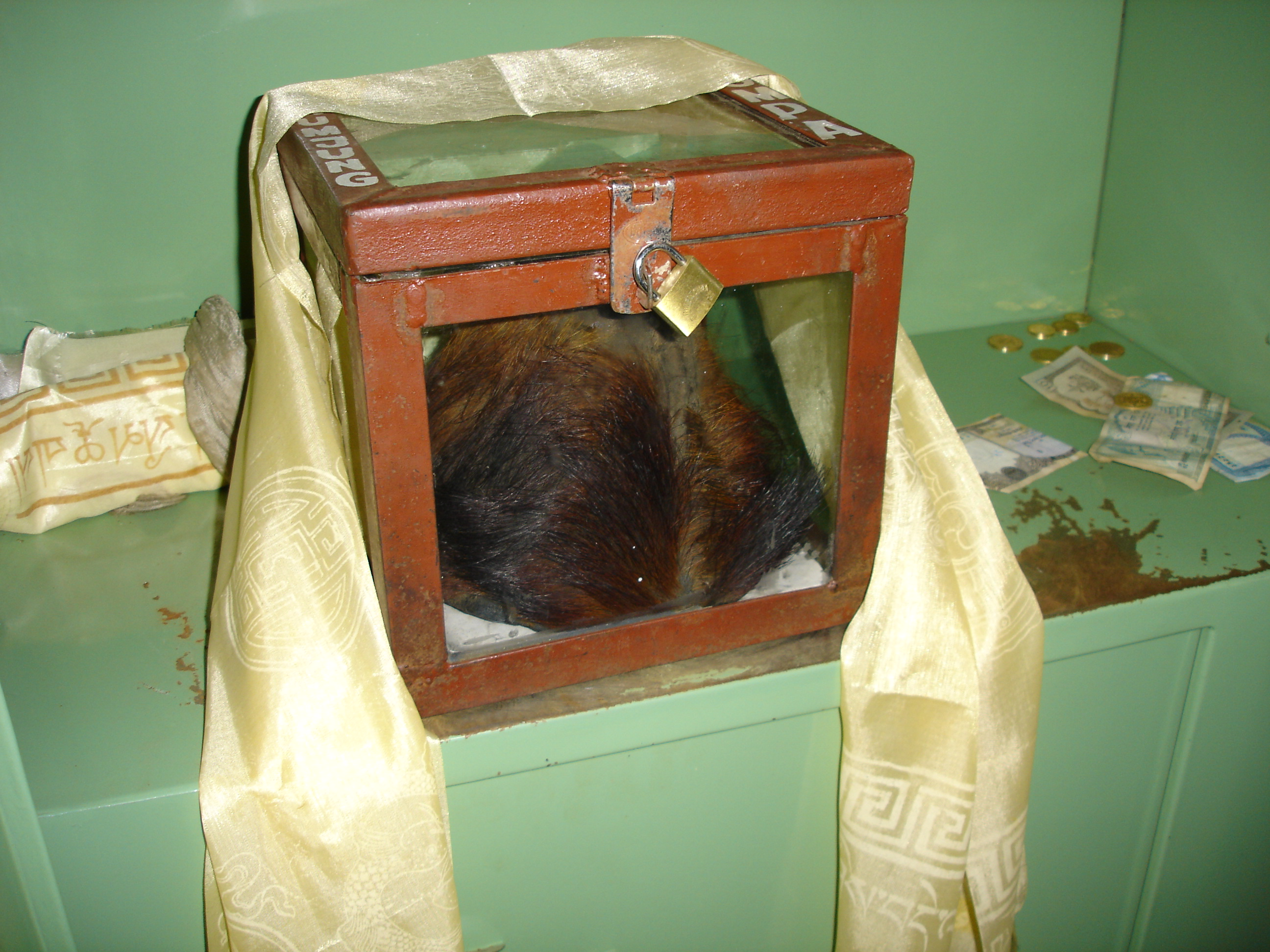
Скальп снігової людини в монастирі села Кумджунг